# 中条一雄
中条 一雄（ちゅうじょう かずお、1926年〈大正15年/昭和元年〉 - 2023年〈令和5年〉12月28日）は、大阪生まれ、広島県広島市出身のスポーツライター、元サッカー選手、サッカー記者（自らは「サッカー愛好家」と称した。詳細は後述）。元朝日新聞論説委員。

## 人物・来歴
旧制広島第一中学校（現・広島県立広島国泰寺高等学校）・旧制広島高等学校（現・広島大学）を経て東京大学を卒業。1945年広島高等学校2年の夏、爆心地から1. 8キロの修理工場内で広島への原爆投下に遭遇。勤労動員で北部に向かう途中、偶然トラックがブレーキ故障を起こし、その修理のためトラックの下に潜り込んでいたところに原爆が投下された。この結果、奇跡的に一命をとりとめたが、父は行方不明、母は死亡した。中条は長らくその体験を公にしていなかったが、37年後の1982年に新聞連載の形で公表した。その内容は著書『私のヒロシマ原爆』として刊行されている。
広島一中時代よりサッカーを始め、広島高等学校では主将、左インナーとして全国高等学校ア式蹴球大会（旧制高校インターハイ）優勝に貢献。東京大学に入学後はア式蹴球部に入部した。また、大学時代にはアルバイトとして日本サッカー協会で働いた。
1953年に大学卒業後、同年に朝日新聞社に入社し、運動部記者として主にサッカーとオリンピックの取材を手がけた。特にサッカーについては専門記者がほとんどいなかった時代で、牛木素吉郎や賀川浩らとともにサッカー記者の草分け的な存在となった。1960年に日本サッカー協会が強化のために代表選手を欧州に派遣した際に同行し、デットマール・クラマーに日本の報道関係者として最初に接している。こうした関係からクラマーに日本サッカーの改革等を提言したという。FIFAワールドカップでは1974年大会から記者退職後の2002年大会まで8回ほど現地取材を行った。「三菱ダイヤモンド・サッカー（東京12チャンネル）の解説を最初にやっていたが、仕事の都合で岡野俊一郎に譲った」と言うが確認出来ない。
サッカー記者という来歴から、自著『たかがスポーツ』（朝日新聞社、1981年）では自社の主催する全国高等学校野球選手権大会に対しても苦言を呈している。また、オリンピックについては、選手の事実上のプロ化や商業化、肥大化について批判的な意見を持つ。1984年に刊行した『危機に立つオリンピック』（朝日新聞社）では、クーベルタンのアマチュアリズムの復権を唱える形でプロ化に反対する姿勢を取った。近年はこの点についての主張はあまり見られないが、2004年には「僕は決してオリンピック反対論者ではない。本来のスポーツの楽しみを享受できる大会に戻ってほしい。願いは、これだけなんです」と述べている。また、フアン・アントニオ・サマランチがIOC会長だった時代に、英語新聞に「金儲けに忙しい金権会長」と批判的な記事を書いたところ、サマランチの側から「直接会いたい」という申し入れがあり、千葉・幕張のホテルで単独の会見取材を行ったことがある。このとき、サマランチは中条の意見にも真剣に耳を傾け、中条は「意外に暖かみのある率直な人物との印象を受けた」と記している。
1986年に定年で朝日新聞社を退社。その後はフリーの記者として活動するとともに、1987年から1996年まで早稲田大学人間科学部の講師を務めた。2002年より2年間、日本サッカー協会の日本サッカー殿堂を選出する殿堂委員に任命された。
1987年に卓球専門誌の「卓球レポート」に寄稿した文章の表現をめぐり、部落解放同盟から「糾弾」を受けた経験も持つ。
広島への原爆投下に関しても複数の著書がある。中でも2001年に刊行した『原爆は本当に8時15分に落ちたのか』では、定説とされる投下時刻がどのような形で特定されていったのかを、（定説に疑問を呈する形で）紹介している。

## サッカー記者としてのエピソード
岡野俊一郎は東京大学のチームメイト、長沼健は同郷の上練習試合で対戦したこともある旧知の間柄で、彼らを取材するのは「楽だった」と述べている。
1998 FIFAワールドカップ・アジア予選に関して、当時「週刊朝日」に連載していたサッカーコラムで、「このままでは日本代表の本戦進出は不可能。もし日本代表が予選を突破したら、そのときは「サッカー評論家」の肩書きを返上して、「サッカー愛好家」を名乗る」と宣言した。その後、日本代表がジョホールバルの歓喜で予選突破を果たしたため、公約通り「サッカー愛好家」と名乗るようになっている。
2006 FIFAワールドカップでは、日本サッカー協会から取材パスの発給を受けることができなかった（中条のほか、牛木素吉郎も発給されなかった）。この顛末を「W杯取材記者落第てん末記」として公表した。
1996年よりデットマール・クラマーに、そのサッカー人生の取材を続け、2008年に『デットマール・クラマー 日本サッカー改革論』として刊行した。またその取材ノートの一部を牛木素吉郎主催の「ビバ!サッカー研究会」のウェブサイト上に公開している。同書はミズノの2008年度「ミズノ スポーツライター賞」優秀賞を受賞した。

## 著書
- 『おお、サッカー天国 裏側から見たワールドカップ』日刊スポーツ新聞社、1975年
- 『ひとすじの青春 - 名選手は語る』藤森書店、1978年
- 『たかがスポーツ』朝日新聞社、1981年（朝日文庫、1984年）
- 『私のヒロシマ原爆』朝日新聞社、1983年
- 『危機に立つオリンピック』朝日新聞社、1984年
- 『原爆乙女』朝日新聞社、1985年
- 『スポーツ人間ちょっといい話』朝日新聞社、1985年
- 『原爆と差別』朝日新聞社、1986年
- 『勝利への道ー名選手・名勝負物語』株式会社・汐文社、1988年
- 『日本のスポーツはなぜ衰退したか - もう一つのスポーツ立国論』東急エージェンシー、1988年
- 『原爆は本当に8時15分に落ちたのか』株式会社・三五館、2001年
- 『サッカーこそ我が命 - ワールドカップを楽しむ旅』朝日新聞社、2002年
- 『デットマール・クラマー 日本サッカー改革論』ベースボール・マガジン社、2008年
- 『中条一雄の仕事(1-6)』自費出版、2005-2010年

### 共著
- 旺文社編『現代日本人物事典――20世紀Who's who』旺文社、1986年
  - 「織田幹雄」「君原健二」など8項目を担当。